# تمويل الكربون

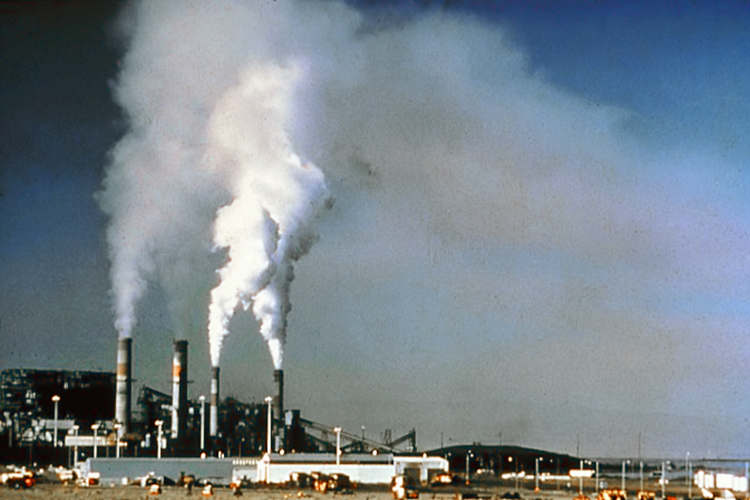

تمويل الكربون أو التمويل الكربوني (بالإنجليزية: Carbon finance)‏، هو فرع جديد من التمويل البيئي. تمويل الكربون يستكشف الآثار المالية المترتبة على العيش في عالم مقيد بالكربون، عالم به ثمن لانبعاثات ثاني أكسيد الكربون وغيره من الغازات الدفيئة. المخاطر والفرص المالية تؤثر على الميزانيات العامة للشركات، والأدوات القائمة على السوق قادرة على تحويل المخاطر البيئية وتحقيق الأهداف البيئية. القضايا المتعلقة بتغير المناخ وانبعاثات غازات الدفيئة يجب أن تعالج كجزء من القرارات الاستراتيجية. يتم تطبيق المصطلح في مفهومه العام على الاستثمارات في مشاريع الحد من انبعاثات غازات دفيئة وإنشاء أدوات مالية قابلة للتداول في سوق الكربون. من خلال تمويل الكربون يتم البحث عن احتمالات أدنى تكلفة لخفض الانبعاثات.

## الآلية المشتركة للتنفيذ والتنمية النظيفة
تكون آلية التنمية النظيفة، من خلال اتفاقية كيوتو مما يسمح بتخفيض الانبعاثات في البلدان المتقدمة عن طريق الاستثمار في مشاريع خفض الانبعاثات في البلدان النامية مثل الصين والهند وأمريكا اللاتينية.
التنفيذ المشترك هو آلية أخرى تسمح للاستثمارات في البلدان المتقدمة النمو بتوليد ائتمان انبعاث للانبعاثات نفسها أو إلى بلد متقدم آخر.

## القيمة السوقية
سجل سوق شراء الكربون نمواً هائلا منذ تصوره في عام 1996.
وفيما يلي الحجم المقدر لسوق الكربون في العالم وفقا للبنك الدولي:
الحجم (بملیون طن متري، طن متري من ثاني أکسید الکربون)
- 2005: 718 (330 في أسواق البدلات الرئيسية و 388 في المعاملات القائمة على المشاريع)
- 2006: 1,745 (1,134 في أسواق البدلات الرئيسية و 611 في المعاملات القائمة على المشروع)
- 2007: 2,983 (2,109 في أسواق البدلات الرئيسية و 874 في المعاملات القائمة على المشاريع)

بالدولار (بملايين الدولارات الأمريكية)
- 2005: 10,908 (7,971 في أسواق البدلات الرئيسية و 2,937 في المعاملات القائمة على المشاريع)
- 2006: 31,235 (24,699 في أسواق العلاوات الرئيسية و 6,536 في المعاملات القائمة على المشاريع)
- 2007: 64,035 (50,394 في أسواق البدلات الرئيسية و 13,641 في المعاملات القائمة على المشاريع)

## البنك الدولي
أنشأ البنك الدولي وحدة تمويل الكربون التابعة للبنك الدولي. ويستخدم هذا المصرف التابع للبنك الدولي الأموال التي ساهمت بها الحكومات والشركات في بلدان منظمة التعاون والتنمية في الميدان الاقتصادي من أجل شراء تخفيضات في انبعاثات غازات الدفيئة القائمة على المشاريع في البلدان النامية والبلدان التي تمر اقتصاداتها بمرحلة انتقالية. ويتم شراء تخفيضات الانبعاثات من خلال أحد صناديق الكربون التابعة لهذا البنك نيابةً عن المساهم، وفي إطار آلية التنمية النظيفة لاتفاقية كيوتو أو التنفيذ المشترك. ويدعم البنك الدولي بصفة خاصة برنامج أنشطة التنمية.

## روابط خارجية
- استشارات التمويل الكربوني (بالإنجليزية)